# 日本花の会

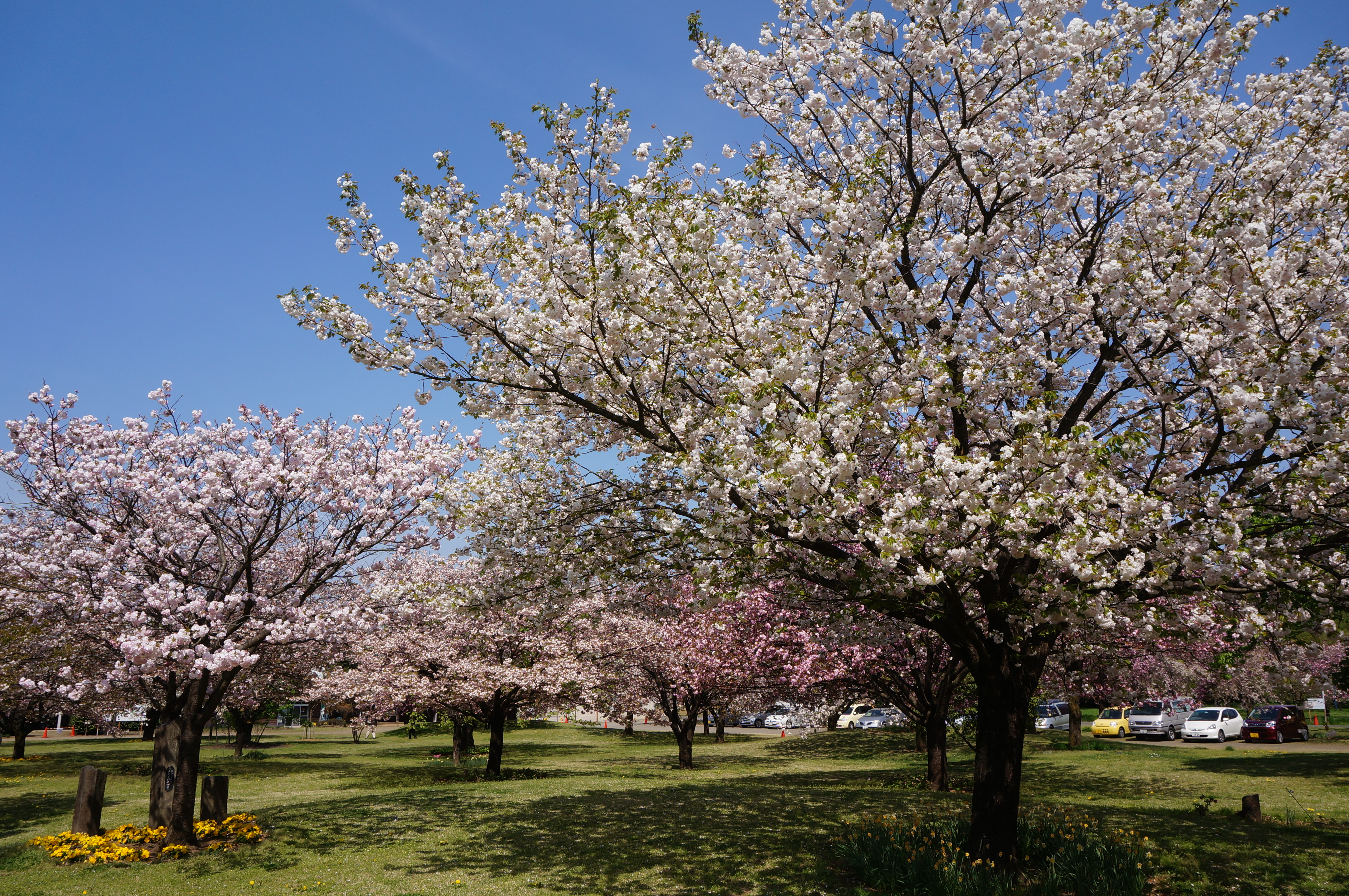
日本花の会 結城農場・桜見本園

公益財団法人日本花の会（こうえきざいだんほうじん にほんはなのかい）は、東京都港区赤坂二丁目のコマツビル内に事務局を置き、主に花と緑の名所づくりなどを手掛ける団体。1962年（昭和37年）4月に当時の小松製作所社長の河合良成の提唱により創設された。2009年（平成21年）12月に財団法人から公益財団法人に移行した。

## 桜の名所づくり

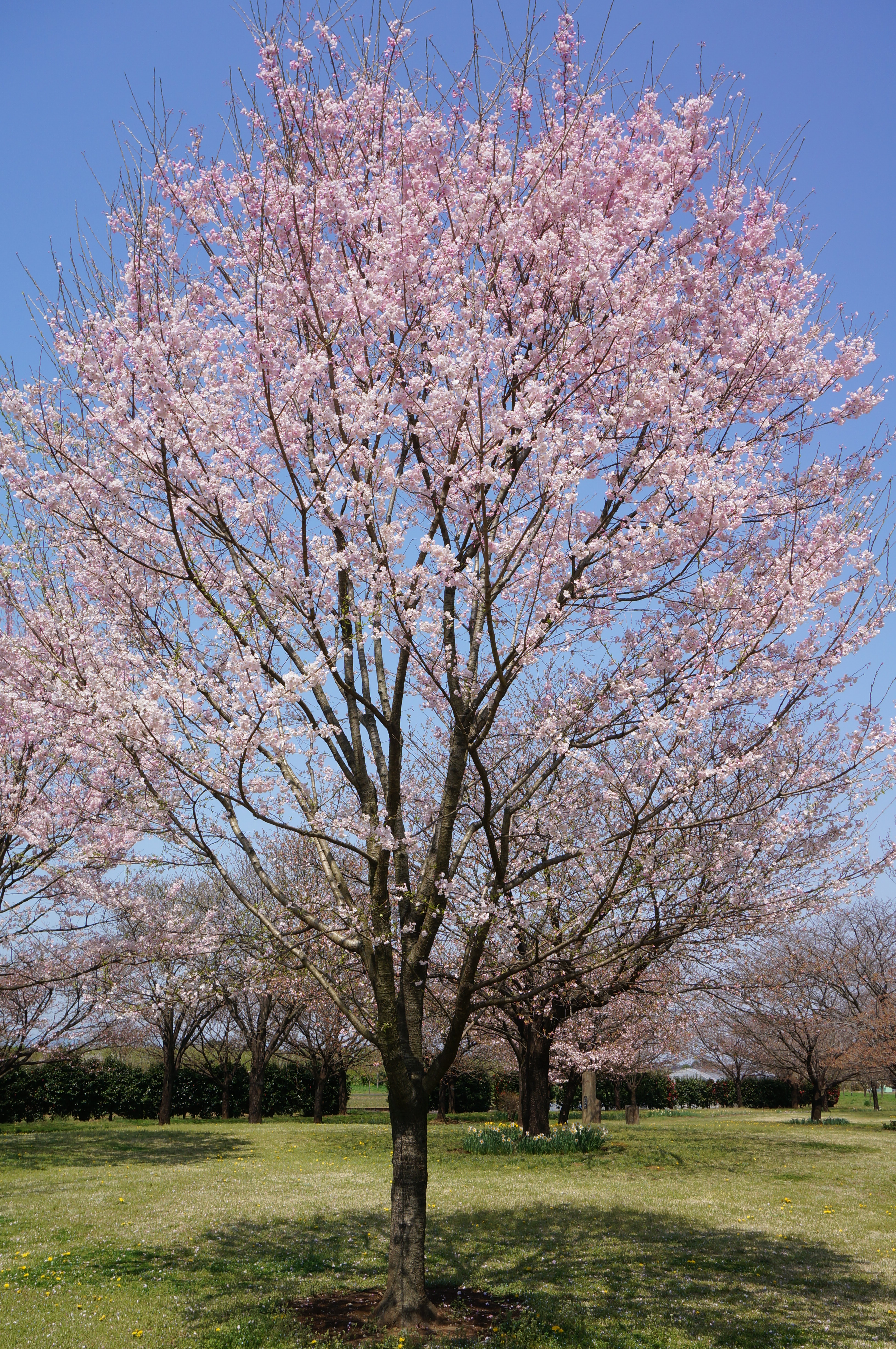
日本花の会が作出したマイヒメ（同会結城農場・桜見本園にて）

日本花の会は日本国内外における桜の名所づくりに関する調査、計画策定、技術指導、住民活動支援などを積極的に行っており、2014年（平成26年）4月までに国内外に桜の苗木240万本を配布している。
同会が創設や植樹に関わった桜の名所として、日本国内では、山梨県富士吉田市の新倉山浅間公園、秋田県井川町の日本国花苑、群馬県渋川市の伊香保グリーン牧場、栃木県小山市の思川緑地、東京都千代田区の北の丸公園と皇居馬場先門、新宿区の明治神宮外苑、長野県飯田市の天竜峡桜街道、兵庫県神河町のかんざき桜の山桜華園などがあり、日本国外では、ドイツ・ベルリン市のベルリンの壁跡に3,000本、ハンブルク市に5,000本、フランス・ヴェルサイユ市に5,000本、イギリスのキューガーデンに53本のサクラの苗木を寄贈して、桜の名所づくりの技術指導を行った実績を持つ。同会が寄贈した桜には、カンザン、フゲンゾウ、ウコンや、ベニユタカなどの松前系のヤエザクラ等の多数の品種が含まれていた。
また、所属している樹木医資格をもつ研究員が、各地の桜の名所の保全・再生事業なども行っており、埼玉県幸手市の権現堂堤、東京都台東区の上野恩賜公園、山梨県富士吉田市の新倉山浅間公園の保全・再生を手掛けたほか、古木の再生事業として山高神代桜と長野県富士見町の高森観音堂のシダレザクラの樹勢回復事業も行った。
日本花の会は、桜の名所作りに適した品種として、樹勢が強健で鑑賞性が高い複数の品種を推奨して配布している。その対象は、2024年（令和6年）度はエドヒガン（向野）（富山県南砺市の選抜個体からの増殖）、タイリョウザクラ、ジンダイアケボノ、マイヒメ、ハナカガミ、イチヨウ、コウカ、カンザンの8品種である。またこれら8種に併せてカミヤマシダレザクラも桜の名所づくりに適した品種として量産していく方針である。同会は創設以来200万本以上のソメイヨシノを配布してきたが、ソメイヨシノはてんぐ巣病に弱く、大量に植樹されたソメイヨシノがてんぐ巣病の蔓延する根本原因となっているため、2005年（平成22年）から、ソメイヨシノを植え替える場合には、てんぐ巣病に強くソメイヨシンと花の特徴が似るジンダイアケボノとコマツオトメへの植え替えを推奨している。
また品種の多様性を維持するために、2013年（平成25年）より、新たな園芸品種が発見・開発された場合、その品種の特性を調査の上で、これを新種として認定する桜の園芸品種認定制度を開始している。2019年（平成31年）4月までに、ホウライザクラやオモイデザクラ等の16の品種が認定されており、日本花の会自身もマイヒメとハナカガミという新たな園芸品種を作出している。同会が新品種を認定することで、その桜が発見・作出された地域に桜の名所が作られ、地域の活性化が図られることを期待している。

## 結城農場・桜見本園

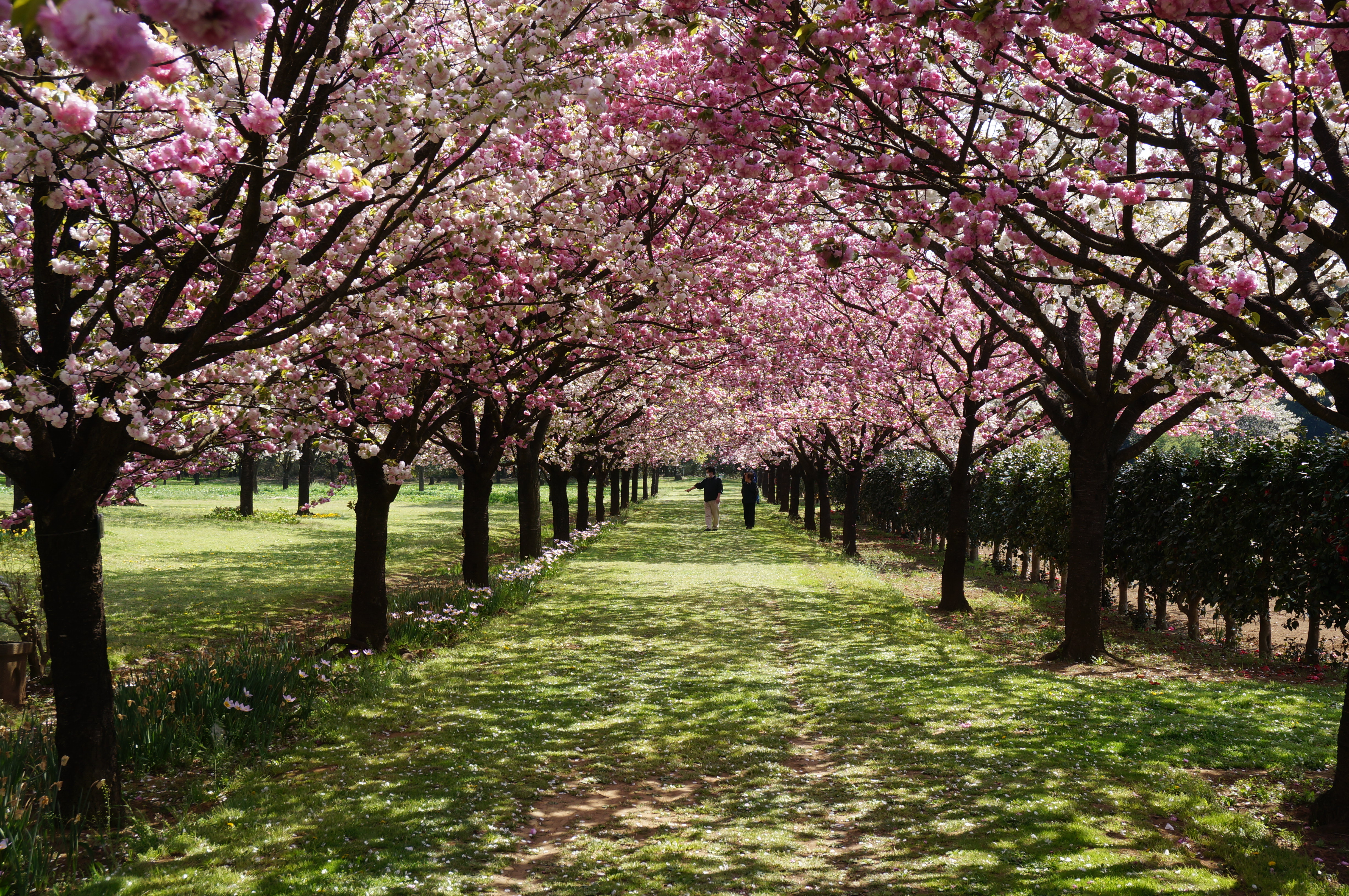
桜見本園にある紅華など10品種による「十色桜の並木」

茨城県結城市に83,000平方メートルの結城農場・桜見本園を保有しており、日本国内外から401種の桜を取り寄せて1000本植栽し、品種の特性調査や、優良個体の選抜、育成などを行っている。
見本園は平日の10時から15時まで、団体でない限り事前連絡なしで無料見学が可能であり、職員の桜の維持・管理作業の支障にならない範囲で、多品種の桜の開花時期に合わせて花を鑑賞できる。ソメイヨシノより遅く咲くヤエザクラには多くの園芸品種があり見本園の植栽樹のうちの大多数を占める。東京基準の花期ごとの品種数は、3月上旬9・中旬57・下旬21 / 4月上旬68・上中旬11・中旬149・中下旬9・下旬64 / 3月中旬と秋2 / 4月上旬と秋11である。4月第2・第3週には一般公開期間として土日も見学が可能となるほか、見学の支障になるような職員の作業も中断され、見学に専念出来るようになっている。

## 所在地
- 事務局 - 東京都港区赤坂二丁目3番6号 コマツビル[18]
- 結城農場さくら見本園 - 茨城県結城市田間2217[18]